# Medaglia Karl Schwarzschild
La medaglia Karl Schwarzschild (in tedesco Karl-Schwarzschild-Medaille) è un premio assegnato dalla Astronomische Gesellschaft (Società astronomica tedesca) a eminenti astronomi e astrofisici.
La medaglia porta il nome dell'astrofisico tedesco Karl Schwarzschild.

## Vincitori
- 1959 - Martin Schwarzschild
- 1963 - Charles Fehrenbach
- 1968 - Maarten Schmidt
- 1969 - Bengt Georg Daniel Strömgren
- 1971 - Antony Hewish
- 1972 - Jan Oort
- 1974 - Cornelis de Jager
- 1975 - Lyman Spitzer
- 1977 - Wilhelm Becker
- 1978 - George B. Field
- 1980 - Ludwig Biermann
- 1981 - Bohdan Paczyński
- 1982 - Jean Delhaye
- 1983 - Donald Lynden-Bell
- 1984 - Daniel M. Popper
- 1985 - Edwin Ernest Salpeter
- 1986 - Subrahmanyan Chandrasekhar
- 1987 - Lodewijk Woltjer
- 1989 - Martin Rees
- 1990 - Eugene Parker
- 1992 - Fred Hoyle
- 1993 - Raymond Wilson
- 1994 - Joachim Trümper
- 1995 - Hendrik Christoffel van de Hulst
- 1996 - Kip Thorne
- 1997 - Joseph Hooton Taylor
- 1998 - Peter A. Strittmatter
- 1999 - Jeremiah Ostriker
- 2000 - Roger Penrose
- 2001 - Keiichi Kodaira
- 2002 - Charles Hard Townes
- 2003 - Erika Boehm-Vitense
- 2004 - Riccardo Giacconi
- 2005 - Gustav Andreas Tammann
- 2007 - Rudolf Kippenhahn
- 2008 - Rašid Alievič Sjunjaev
- 2009 - Rolf-Peter Kudritzki
- 2010 - Michel Mayor
- 2011 - Reinhard Genzel
- 2012 - Sandra M. Faber
- 2013 - Karl-Heinz Rädler
- 2014 - Margaret Geller
- 2015 - Immo Appenzeller
- 2016 - Robert Williams
- 2017 - Richard Wielebinski
- 2018 - Andrzej Udalski
- 2019 - Ewine van Dishoeck
- 2020 - Friedrich-Karl Thielemann
- 2021 - Jocelyn Bell
- 2022 - Hans-Thomas Janka
- 2023 - Thomas Henning